# Jörg Ranau

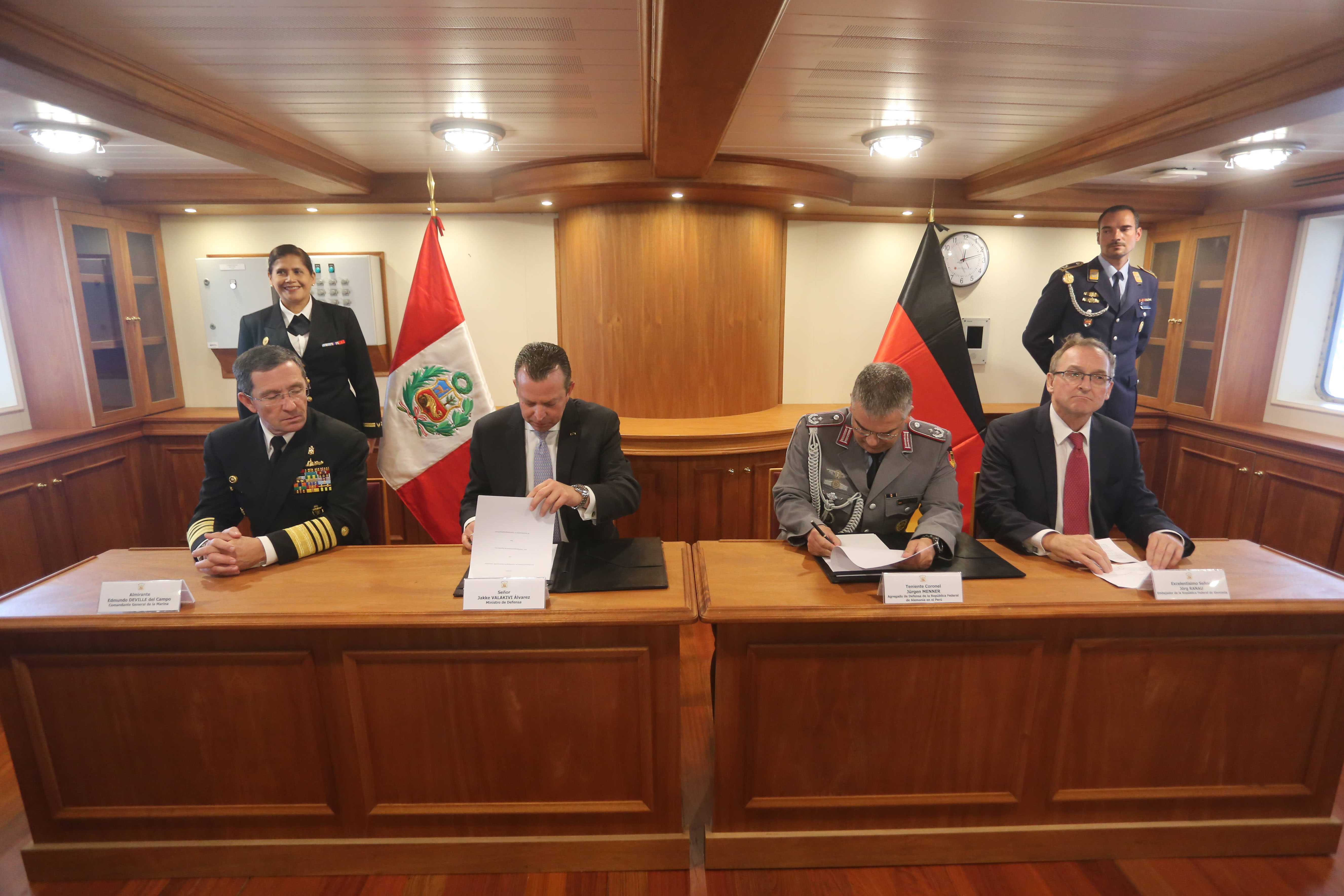
Jörg Ranau (rechts) bei der Unterzeichnung einer militärischen Abkommens mit Peru (2016), außerdem Marineoffizier Edmundo Deville del Campo, Verteidigungsminister Jakke Valakivi und Militärattache Jürgen Menner

Jörg Ranau (* 2. Juli 1955 in Hannover) ist ein deutscher Diplomat. Er war zuletzt von 2018 bis 2021 der deutsche Botschafter in Riad.

## Leben
Nach dem Abitur an der Bismarckschule in Hannover leistete Ranau zwischen 1974 und 1976 seinen Wehrdienst bei der Luftwaffe und war zeitweise auch im Hauptquartier der NATO in Brunssum eingesetzt. Im Anschluss studierte er zwischen 1976 und 1981 Wirtschaftswissenschaften an der Technischen Universität Braunschweig sowie der Gottfried Wilhelm Leibniz Universität Hannover und schloss das Studium als Diplom-Ökonom ab. Nach einem Praktikum in der Marketingabteilung von Renault in Paris trat er 1982 in den Auswärtigen Dienst ein.
Jörg Ranau ist verheiratet und hat zwei Kinder.

## Laufbahn
Nach Beendigung der Attachéausbildung war Ranau Referent im Referat für den Mittleren Osten und Nordafrika im Auswärtigen Amt in Bonn. Danach folgte eine Verwendung als Referent für Europäische Politische Zusammenarbeit (EPZ) und Europarat im Auswärtigen Amt sowie von 1985 bis 1988 als Ständiger Vertreter des Generalkonsuls in Dschidda, ehe er danach bis 1991 Referent für Wirtschaft und Politik in der Botschaft in Spanien war. Nach einer darauf folgenden Verwendung als Referent in der Personalabteilung des Auswärtigen Amtes war er zwischen 1994 und 1997 stellvertretender Leiter des Referats für Wirtschaftsbeziehungen mit Mittel- und Osteuropa im Auswärtigen Amt in Berlin.
Anschließend war Ranau von 1997 bis 1999 stellvertretender Exekutivdirektor für Deutschland bei der Europäischen Bank für Wiederaufbau und Entwicklung (EBWE) in London sowie bis 2002 Leiter der Abteilung für Wirtschafts- und Handelsförderung in der Botschaft im Vereinigten Königreich. Daraufhin kehrte er ins Auswärtige Amt nach Berlin zurück und war dort Leiter des Referats für Nukleare Nichtverbreitung, Nuklearpolitik und Energiepolitik, ehe er zwischen Mai 2006 und Juni 2008 Leiter des Verbindungsbüros der Bundesrepublik Deutschland bei der Palästinensischen Autonomiebehörde war. Über seine dort gewonnenen Erfahrungen hielt er auch Vorträge über die Möglichkeit des Friedens zwischen Israel und den Palästinensischen Autonomiegebieten.
Von Juli 2008 bis 2011 war Jörg Ranau Botschafter der Bundesrepublik Deutschland in Singapur. Im August 2011 wurde er Beauftragter für Exportkontrolle und Technologie und Unterabteilungsleiter im Auswärtigen Amt. In dieser Funktion war er auch Dozent bei Veranstaltungen des Bundesamtes für Wirtschaft und Ausfuhrkontrolle zum Thema Außenpolitische Entwicklungen und Exportkontrollpolitik. Ab 2014 war er Botschafter der Bundesrepublik Deutschland in Peru. Von Oktober 2018 bis Juli 2021 war Ranau Botschafter in Saudi-Arabien.